# 蜘蛛の糸 (筋肉少女帯の曲)
『蜘蛛の糸』（くものいと）は、筋肉少女帯の9枚目のシングル。1994年1月21日にMCAビクター（現:ユニバーサルミュージック）より発売された。

## 概要
トイズファクトリーからMCAビクターに移籍後初となるシングルで、収録された2曲はいずれもCMソングとして使われた。ちなみにCMとタイアップするのは、6枚目のシングルである『バトル野郎〜100万人の兄貴〜』から4枚連続となる。

## 収録曲
1. 蜘蛛の糸
（作詞：大槻ケンヂ / 作曲：大槻ケンヂ, 筋肉少女帯 / 編曲：筋肉少女帯）
  - ボーカルの大槻ケンヂ出演の進研ゼミ中学講座CF曲。
2. 1,000,000人の少女
（作詞：大槻ケンヂ / 作曲：橘高文彦, 筋肉少女帯 / 編曲：筋肉少女帯）
  - カプコンのスーパーファミコン用ソフト『ストリートファイターIIターボ』CF曲。
  - アルバム『レティクル座妄想』収録の「さらば桃子」の歌詞を、CM用に変更したものである。